# Park Street (Metro de Boston)
Park Street  es una estación en el Ramal B, el Ramal D, el Ramal E, el Ramal C de la línea verde y la línea Roja del Metro de Boston. La estación se encuentra localizada en Tremont, Park Street y Winter Street en Centro de Boston, Massachusetts. La estación Park Street fue inaugurada el 27 de febrero de 1932. La Autoridad de Transporte de la Bahía de Massachusetts es la encargada por el mantenimiento y administración de la estación. La estación fue reconstruida el 17 de febrero de 2007.

## Descripción
La estación Park Street cuenta con 2 niveles en la cual, el primer nivel tiene 2 plataformas laterales, 1 plataforma central y dos vías, mientras que en el segundo nivel, hay 2 plataformas centrales y 4 vías.

## Conexiones
La estación es abastecida por las siguientes conexiones: 
- Rutas de autobuses: 43, 55